# Nagrywarka DVD (stacjonarna)

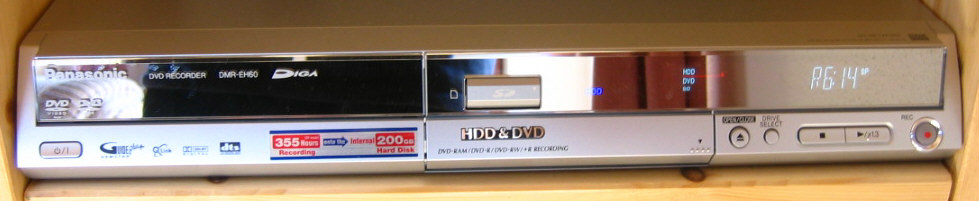
Nagrywarka DVD z dyskiem twardym

Nagrywarka DVD – urządzenie nagrywające obraz video na czystą, zapisywalną płytę DVD, która może być później odczytana w stacjonarnym bądź komputerowym odtwarzaczu DVD. Nagrywarki DVD często posiadają wbudowany dysk twardy. 
Od strony funkcjonalnej stacjonarna nagrywarka jest komputerem ze specjalnym systemem operacyjnym (najczęściej zamkniętym – patrz: zamknięte oprogramowanie) zapisanym w pamięci flash (patrz. firmware) wyposażonym w napęd DVD. Całość zamknięta jest w kompaktowej obudowie.